# Masaru Arai
| Odkryte planetoidy: 45 (wspólnie z Hiroshim Mori) | Odkryte planetoidy: 45 (wspólnie z Hiroshim Mori) |
| ------------------------------------------------- | ------------------------------------------------- |
| (3823) Yorii                                      | 10 marca 1988                                     |
| (3996) Fugaku                                     | 5 grudnia 1988                                    |
| (4262) DeVorkin                                   | 5 lutego 1989                                     |
| (4291) Kodaihasu                                  | 2 listopada 1989                                  |
| (4495) Dassanowsky                                | 6 listopada 1988                                  |
| (4901) Ó Briain                                   | 3 listopada 1988                                  |
| (5732) 1988 WC                                    | 29 listopada 1988                                 |
| (5746) 1991 CK                                    | 5 lutego 1991                                     |
| (5913) 1990 BU                                    | 21 stycznia 1990                                  |
| (6299) Reizoutoyoko                               | 5 grudnia 1988                                    |
| (6325) 1991 EA1                                   | 14 marca 1991                                     |
| (6380) Gardel                                     | 10 lutego 1988                                    |
| (6638) 1989 CA                                    | 2 lutego 1989                                     |
| (6703) 1988 CH                                    | 10 lutego 1988                                    |
| (6704) 1988 CJ                                    | 10 lutego 1988                                    |
| (6709) Hiromiyuki                                 | 2 lutego 1989                                     |
| (6823) 1988 ED1                                   | 12 marca 1988                                     |
| (6900) 1988 XD1                                   | 2 grudnia 1988                                    |
| (7409) 1990 BS                                    | 21 stycznia 1990                                  |
| (7417) 1990 YE                                    | 19 grudnia 1990                                   |
| (7522) 1991 AJ                                    | 9 stycznia 1991                                   |
| (7570) 1989 CP                                    | 5 lutego 1989                                     |
| (7576) 1990 BN                                    | 21 stycznia 1990                                  |
| (7643) 1988 VQ1                                   | 6 listopada 1988                                  |
| (8484) 1988 VM2                                   | 10 listopada 1988                                 |
| (8506) 1991 CN                                    | 5 lutego 1991                                     |
| (9952) 1991 AK                                    | 9 stycznia 1991                                   |
| (10776) Musashitomiyo                             | 12 lutego 1991                                    |
| (11038) 1989 EE1                                  | 8 marca 1989                                      |
| (11515) Oshijyo                                   | 12 lutego 1991                                    |
| (12255) 1988 XR1                                  | 7 grudnia 1988                                    |
| (13017) Owakenoomi                                | 18 marca 1988                                     |
| (15737) 1991 CL                                   | 5 lutego 1991                                     |
| (16431) 1988 VH1                                  | 6 listopada 1988                                  |
| (16432) 1988 VL2                                  | 10 listopada 1988                                 |
| (16526) 1991 DC                                   | 17 lutego 1991                                    |
| (19979) 1989 VJ                                   | 2 listopada 1989                                  |
| (20001) 1991 CM                                   | 5 lutego 1991                                     |
| (21017) 1988 VP                                   | 3 listopada 1988                                  |
| (23479) 1991 CG                                   | 5 lutego 1991                                     |
| (39537) 1990 VV2                                  | 12 listopada 1990                                 |
| (43773) 1989 AJ                                   | 4 stycznia 1989                                   |
| (48436) 1989 VK                                   | 2 listopada 1989                                  |
| (52269) 1988 CU                                   | 13 lutego 1988                                    |
| (65677) 1989 EB1                                  | 1 marca 1989                                      |

Masaru Arai (jap. 新井優 Arai Masaru; ur. 1952) – japoński astronom amator. Wspólnie z Hiroshim Mori odkrył 45 planetoid. Odkrył także kometę C/1991 A2 (Arai). W uznaniu jego zasług jedną z planetoid nazwano (21082) Araimasaru.